# 拉什利·杰克逊
拉什利·埃斯蒙德·杰克逊（英語：Rashleigh Esmond Jackson，1929年1月12日—2022年9月1日），圭亚那政治人物，外交官。

## 生平
1929年1月12日生于英属圭亚那新阿姆斯特丹。1954年获奖学金赴英国留学。先后就读于伦敦大学和莱斯特大学。1957年至1964年，担任圭亚那皇后学院中学教师。1964年进入外交部工作。1968年至1973年，任圭亚那外交部常务秘书。1973年至1978年，任圭亚那常驻联合国代表。1978年至1990年，任圭亚那外交部长。2022年9月1日在乔治敦逝世。